# 戈布羅區
21°11′38″S 34°48′00″E / 21.194°S 34.8°E

戈布羅區（葡萄牙語：Govuro），是莫桑比克的行政區，位於該國東南部，由伊尼揚巴內省負責管轄，首府設於新曼博內，面積3,961平方公里，2007年人口34,809，人口密度每平方公里8.8人。